# Strzelectwo na Igrzyskach Imperium Brytyjskiego i Wspólnoty Brytyjskiej 1966 – karabin wielkokalibrowy (open)
Strzelanie z karabinu wielkokalibrowego w kat. open na Igrzyskach Imperium Brytyjskiego i Wspólnoty Brytyjskiej 1966, było jedną z pięciu strzeleckich konkurencji rozgrywanych na igrzyskach w Kingston.
W konkurencji tej wystartowało 29 zawodników z 16 reprezentacji. W zawodach zwyciężył Walijczyk Lord John Swansea, który zdecydowanie wyprzedził drugiego zawodnika, Papuasa Roberta Stewarta i Nowozelandczyka Thomasa Sutherlanda, który zakończył zawody na trzecim miejscu. W zawodach wystartowało dwóch reprezentantów gospodarzy, z których najwyżej, bo na piątym miejscu, uplasował się Keith De Casseres. Ostatnią pozycję zajął reprezentant Wyspy Man, David McTaggart.
W zawodach wystartowała też jedna kobieta, którą była Judy Caulton, reprezentantka wyspy Jersey. W swoim jedynym starcie na igrzyskach Wspólnoty Narodów, uplasowała się na 21. miejscu, wyprzedzając tym samym ośmiu zawodników.
Konkurencja ta w programie igrzysk pojawiła się po raz pierwszy (łącznie z całym strzelectwem, które debiutowało na igrzyskach).

## Wyniki
| Pozycja | Zawodnik              | Reprezentacja                   | Suma punktów | Notatki                                  |
| ------- | --------------------- | ------------------------------- | ------------ | ---------------------------------------- |
| 1       | Lord John Swansea     | Walia                           | 394          | wynik uzyskany po 3 rundach strzeleckich |
| 2       | Robert Stewart        | Terytorium Papui i Nowej Gwinei | 381          | wynik uzyskany po 3 rundach strzeleckich |
| 3       | Thomas Sutherland     | Nowa Zelandia                   | 381          | wynik uzyskany po 3 rundach strzeleckich |
| 4       | Eustace Chan          | Trynidad i Tobago               | 379          | wynik uzyskany po 3 rundach strzeleckich |
| 5       | Keith De Casseres     | Jamajka                         | 379          | wynik uzyskany po 3 rundach strzeleckich |
| 6       | Maurice Gordon        | Nowa Zelandia                   | 378          | wynik uzyskany po 3 rundach strzeleckich |
| 7       | Kenneth Lee           | Terytorium Papui i Nowej Gwinei | 377          | wynik uzyskany po 3 rundach strzeleckich |
| 8       | Francis Little        | Anglia                          | 377          | wynik uzyskany po 3 rundach strzeleckich |
| 9       | William Crawford      | Szkocja                         | 375          | wynik uzyskany po 3 rundach strzeleckich |
| 10      | Milton Tucker         | Barbados                        | 374          | wynik uzyskany po 3 rundach strzeleckich |
| 11      | Richard J. Cade       | Anglia                          | 373          | wynik uzyskany po 3 rundach strzeleckich |
| 12      | James Kirkwood        | Australia                       | 372          | wynik uzyskany po 3 rundach strzeleckich |
| 12      | Michael A. Williamson | Jamajka                         | 372          | wynik uzyskany po 3 rundach strzeleckich |
| 12      | John Pryor            | Walia                           | 372          | wynik uzyskany po 3 rundach strzeleckich |
| 15      | S. Neely              | Irlandia Północna               | 370          | wynik uzyskany po 3 rundach strzeleckich |
| 15      | Edward Anderson       | Honduras Brytyjski              | 370          | wynik uzyskany po 3 rundach strzeleckich |
| 17      | Dave Tredant          | Jersey                          | 367          | wynik uzyskany po 3 rundach strzeleckich |
| 17      | David Stanley         | Kenia                           | 367          | wynik uzyskany po 3 rundach strzeleckich |
| 17      | Richard Browne        | Trynidad i Tobago               | 367          | wynik uzyskany po 3 rundach strzeleckich |
| 20      | William J. Brown      | Kanada                          | 360          | wynik uzyskany po 3 rundach strzeleckich |
| 21      | Judy Caulton          | Jersey                          | 234          | wynik uzyskany po 2 rundach strzeleckich |
| 21      | James M. Robertson    | Szkocja                         | 234          | wynik uzyskany po 2 rundach strzeleckich |
| 23      | Nigel Vernon-Roberts  | Kenia                           | 232          | wynik uzyskany po 2 rundach strzeleckich |
| 24      | Frank Edwards         | Barbados                        | 230          | wynik uzyskany po 2 rundach strzeleckich |
| 24      | James Waight          | Honduras Brytyjski              | 230          | wynik uzyskany po 2 rundach strzeleckich |
| 26      | Ralph B. Catline      | Kanada                          | 229          | wynik uzyskany po 2 rundach strzeleckich |
| 26      | Kenneth Kinrade       | Wyspa Man                       | 229          | wynik uzyskany po 2 rundach strzeleckich |
| 28      | Ravi V. Jayewardene   | Cejlon                          | 225          | wynik uzyskany po 2 rundach strzeleckich |
| 29      | David McTaggart       | Wyspa Man                       | 224          | wynik uzyskany po 2 rundach strzeleckich |